# Reverberation
Reverberation è il sesto album degli Echo & the Bunnymen, prodotto nel 1990.
In questo album, Noel Burke sostituisce il cantante originario del gruppo Ian McCulloch, Damon Reece prende il posto di batterista dopo la morte di Pete de Freitas e si aggiunge al gruppo il tastierista Jack Brockman. L'album non riscuote successo e non entra in nessuna classifica. L'unico singolo dell'album Enlighten Me arriva alla posizione numero 96 nelle classifiche inglesi e addirittura numero 8 nelle classifiche alternative rock negli Stati Uniti, primato personale negli USA per gli Echo & the Bunnymen.

## Tracce
1. Gone, Gone, Gone – 3:50
2. Enlighten Me – 3:01
3. Cut & Dried – 3:28
4. King of Your Castle – 4:32
5. Devilment – 4:22
6. Thick Skinned World – 4:52
7. Freaks Dwell – 4:36
8. Senseless – 4:45
9. Flaming Red – 3:18
10. False Goodbyes – 3:44